# San Felice Aversa Normanna 2010-2011
Questa voce raccoglie le informazioni riguardanti il San Felice Aversa Normanna nelle competizioni ufficiali della stagione 2010-2011.

## Rosa
| N. |                   | Ruolo | Calciatore           |
| -- | ----------------- | ----- | -------------------- |
|    | Italia (bandiera) | C     | Mariano Arini        |
|    | Italia (bandiera) | D     | Francesco Campanella |
|    | Italia (bandiera) | A     | Marco Carbonaro      |
|    | Italia (bandiera) | D     | Matteo De Gol        |
|    | Italia (bandiera) | D     | Rosario Di Girolamo  |
|    | Italia (bandiera) | A     | Sergio Ercolano      |
|    | Italia (bandiera) | C     | Cipriano Fontana     |
|    | Italia (bandiera) | D     | Salvatore Gallo      |
|    | Italia (bandiera) | A     | Gaetano Grieco       |
|    | Italia (bandiera) | D     | Gaetano Letizia      |
|    | Italia (bandiera) | C     | Luca Martone         |
|    | Italia (bandiera) | A     | Emiliano Massimo     |
|    | Italia (bandiera) | D     | Giuseppe Mattera     |

| N. |                   | Ruolo | Calciatore        |
| -- | ----------------- | ----- | ----------------- |
|    | Italia (bandiera) | C     | Cosimo Palumbo    |
|    | Italia (bandiera) | C     | Damiano Partipilo |
|    | Italia (bandiera) | A     | Davide Petagine   |
|    | Italia (bandiera) | P     | Simone Pettinari  |
|    | Italia (bandiera) | A     | Vincenzo Pisani   |
|    | Italia (bandiera) | P     | Antonio Polise    |
|    | Italia (bandiera) | D     | Valerio Prisco    |
|    | Italia (bandiera) | A     | Daniele Sciarra   |
|    | Italia (bandiera) | A     | Simone Tovalieri  |
|    | Italia (bandiera) | A     | Umberto Varriale  |
|    | Italia (bandiera) | C     | Carlo Vecchione   |
|    | Italia (bandiera) | C     | Francesco Zolfo   |